# Religia Luwijczyków (Luwitów)
Religia Luwijczyków (Luwitów) – politeistyczna religia znana głównie z tekstów hetyckich. 
Naczelne miejsce zajmowała w niej triada bóstw: słońca – Tivdas/Tiw, burzy – Tarhunt i opiekuńcze Runt (przedstawiane z jeleniem). Czczono też Sandasa (jako jednego z tytanów greckich), boga zarazy Jarviego, boginię uzdrowicielkę Kamrusepę i frygijską Kybelę pod imieniem Kubila.